# Maria Josepa Antonieta de Borbó
Maria Josepa Antonieta de Borbó i de Saxònia (Portici, 20 de gener – Nàpols, 3 d'abril de 1742) va ser una princesa napolitana, filla de Carles VII de Nàpols i V de Sicília i de Maria Amàlia de Saxònia, morta als pocs mesos de néixer.
Va néixer el 20 de gener de 1742 a Portici. Va ser la segona filla de Carles VII de Nàpols i V de Sicília —futur Carles III d'Espanya— i de la princesa Maria Amàlia de Saxònia. En el bateig va rebre els noms de Maria Josepa en honor a la seva àvia materna, Maria Josepa d'Àustria.
Va tenir la consideració de princesa de Nàpols, però no la d'infanta d'Espanya, atès que va morir abans de l'ascens al tron del seu pare i tampoc hi havia encara tradició de donar el títol als nets dels reis. Nascuda en vida de la seva germana gran, Maria Isabel, moriria abans que aquesta, que va morir el novembre.
Als dos mesos de néixer es va posar molt malalta, amb una febre alta i fortes convulsions i, finalment, va morir el 3 d'abril del mateix any. Fou enterrada en un túmul que el seu pare va manar construir a la basílica de Santa Clara de Nàpols, obra de l'arquitecte Fernando Puga.